# Бургобаев, Болотбек
Болотбек Бургобаев (кирг. Болотбек Бүргөбаев; 19 сентября 1947, село Сары-Булак, Кара-Кульджинский район, КирССР — 28 мая 2000, там же) — общественный деятель.

## Биография
Окончил Киргизский сельскохозяйственный институт в 1969 году
В 1969—70 и 1971—72 годах был главным ветеринарным врачом Ошского областного управления сельского хозяйства. В 1972—75 годах являлся директором Караванской райветлаборатории Жаны-Жолского района. В 1975—77 годах был инструктором Жаны-Жолского райкома партии. В 1977—81 годах был секретарём парткома колхоза «Шевченко». В 1981—87 годах — руководство колхозом «Ульянов». В 1987—88 годах он был главой Озгенского департамента сельского хозяйства. В 1988—91 годах — председатель Советского райисполкома. В 1991—92 годах был первым секретаём Советского райкома и председателем Ошского облземкома. В 1992—96 годах служил заместителем главы Кара-Кульджинской районной государственной администрации. В 1996—98 годах был главой Чаткальской райгосадминистрации. В 1998—2000 годах работал первым заместителем главы Ноокатской районной государственной администрации.
Награжден серебряной (1985) и другими медалями Всесоюзной ВДНХ.
Был депутатом Ошского областного, Жаны-Жолского, Озгенского, Кара-Кульджинского, Чаткальского, Ноокатского районных советов.